# أدوبي كاركتر أنيميتور
أدوبي كاركتر أنيميتور (بالإنجليزية: Adobe Character Animator)‏ هو أحد منتجات أدوبي لسطح المكتب الحائز على جائزة إيمي
ويجمع بين التقاط الحركة الحية ونظام تسجيل متعدد المسارات للتحكم في الدمى ثنائية الأبعاد ذات الطبقات المرسومة في أدوبي فوتوشوب أو أدوبي إليستريتور.
يتم تثبيته تلقائيًا مع أدوبي أفتر إفكتس من إصدار 2015 إلى 2017 وهو متاح أيضًا كتطبيق مستقل يمكن تنزيله بشكل منفصل كجزء من اشتراك أدوبي كريتيف كلاود لجميع التطبيقات.

## وظائف البرنامج المتقدمة[4]
يستورد أدوبي كاركتر أنيميتور مستندات أدوبي فوتوشوب وأدوبي إليستريتور، ذات طبقات إلى دمى لها سلوكيات مطبقة عليها.
تتضمن المدخلات الحية كاميرا ويب (لتتبع الوجه)، وميكروفون (لمزامنة الشفاه الحية)، ولوحة المفاتيح (لتشغيل الطبقات لإخفائها / إظهارها)، والماوس (لتشويه مقابض معينة).
يمكن تصدير الإخراج النهائي للمشهد إلى سلسلة من ملفات PNG وملف WAV، أو أي تنسيق فيديو مدعوم بواسطة أدوبي كريتيف كلاود.
يمكن أيضًا إسقاط المشاهد مباشرة في أدوبي أفتر إفكتس وأدوبي بريمير برو، باستخدام الربط الديناميكي لتجنب العرض.

## التاريخ
تم تسمية أدوبي كاركتر أنيميتور في الأصل باسم "Animal".